# (36272) 2000 AJ51
2000 أي جاي 51 (ويعرف أيضًا باسم (36272) 2000 أي جاي 51 وفق تسمية الكوكب الصغير) (بالإنجليزية: 2000 AJ51)‏ هو كويكب ضمن حزام الكويكبات؛ وترتيبه 36272 من حيث الاكتشاف.
اكتُشف هذا الجُرم الفلكي بواسطة بحث لنكولن عن الكويكبات القريبة من الأرض في 4 يناير 2000.

## وصلات خارجية
- (36272) 2000 AJ51 في قاعدة بيانات مختبر الدفع النفاث لأجرام النظام الشمسي الصغيرة

- الاكتشاف · مخطط المدار ·  العناصر المدارية · المعلمات المادية

- (36272) 2000 AJ51 على موقع ويكي سكاي: DSS2, SDSS, GALEX, IRAS, Hydrogen α, X-Ray, Astrophoto, Sky Map, Articles and images